# Fußballverein Eppelborn
Il Fußballverein Eppelborn, o più semplicemente FV Eppelborn, è una società tedesca di calcio con sede a Eppelborn.

## Storia
La squadra di calcio a 5, ora inattiva, è stata la sezione più titolata della società, avendo vinto un'edizione del campionato tedesco (2007) e debuttato nella Coppa UEFA.